# دیک گرمیکر
دیک گرمیکر (انگلیسی: Dick Garmaker; ۲۹ اکتبر ۱۹۳۲ – ۱۳ ژوئن ۲۰۲۰) بازیکن بسکتبال اهل ایالات متحده آمریکا بود. از باشگاه‌هایی که در آن بازی کرده‌است می‌توان به لس آنجلس لیکرز و نیویورک نیکس اشاره کرد.